# Elba (álbum de 1981)
| Críticas profissionais | Críticas profissionais |
| Avaliações da crítica  | Avaliações da crítica  |
| Fonte                  | Avaliação              |
| ---------------------- | ---------------------- |
| Clique Music           | 2 de 5 estrelas.       |

Elba, lançado em 1981, é o terceiro álbum da carreira da cantora e compositora brasileira Elba Ramalho.
Nesse disco, Elba conta com canções escritas por Caetano Veloso ("Cajuína") e Bráulio Tavares ("Temporal").

## Faixas
| N.º | Título                | Compositor(es)                | Duração |  |
| 1.  | "Temporal"            | Fubá e Braulio Tavares        |         |  |
| 2.  | "Amanhã Eu Vou"       | Beduíno                       |         |  |
| 3.  | "Dono Dos Teus Olhos" | Humberto Teixeira             |         |  |
| 4.  | "Oitava"              | Cátia de França               |         |  |
| 5.  | "O Pedido"            | Elomar                        |         |  |
| 6.  | "Lua Viva"            | Lula Côrtes                   |         |  |
| 7.  | "Aquarela Nordestina" | Rosil Cavalcanti              |         |  |
| 8.  | "Vem (Ser Navegador)" | Marco Pólo                    |         |  |
| 9.  | "Cajuína"             | Caetano Veloso                |         |  |
| 10. | "Eu Queria"           | Mário Rossi e Roberto Martins |         |  |

## Músicos participantes
- Elba Ramalho: voz (todas) e violão (10)
- Miguel Cidras: arranjo, regência e piano (1, 2, 4, 6, 8)
- José Américo Bastos: arranjo e regência (3, 7), piano (3), acordeom (1, 6, 7)
- Paulo César Barros: baixo (1, 2, 4, 8)
- Guil: baixo (6, 7, 9)
- Joca: guitarra (1, 2, 4, 6, 8) e viola caipira (1, 5, 6, 7, 9, 10)
- Vital Farias: violão (5)
- Robson Jorge: violão (6)
- Mamão: bateria (1, 2, 4, 8)
- Elber Bedaque: bateria (6, 7)
- Marcos Amma: percussão (1, 2, 4, 6, 7)
- Pipo: charango (2)
- Márcio Montarroyos e Bidinho: trompete (4)
- Léo Gandelman e Oberdan: sax (4)
- Zé Carlos: sax (4) e flauta (7)
- Serginho: trombone (4)
- Eliane, Inês e Franklin: flauta (7)
- Pareschi, Walter Hack, Carlos Hack, Virgílio Filho, Jorge Faini, Aizik Geller, Daltro e Pascoal: violinos (1, 2, 8, 9)
- Pareschi, José Alves, Virgílio Filho, Aizik Geller, Vidal e Pascoal: violinos (3)
- Penteado, Frederick Stephany, José Dias de Lana e Nelson de Macedo: violas (1, 8, 9)
- Penteado e Hindemburgo Pereira: violas (3)
- Alceu Reis e Jorge Ranevsky: cellos (1, 8, 9)
- Márcio Mallard e Jaques Morelenbaum: cellos (3)
- Ed Wilson, Carlos Pedro, Tadeu Mathias, Rachel, Nilza, Elson e Loalva: vocais de apoio (7)

## Créditos
- Direção de produção: Mauro Motta
- Assistente de produção e artística: Bia
- Técnico de gravação e mixagem: Luiz Paulo
- Montagem: Eugênio
- Gravado nos Estúdios Sigla (RJ) em 24 canais
- Direção de arte: Sérgio Lopes
- Fotos: Frederico Mendes
- Arte: Laci Miranda

### Reedição em CD (2010)
- Supervisão da reedição: Rodrigo Faour
- Restauração das capas e adaptação gráfica: Leandro Arraes (Lastudio)